# Rāhula
Rāhula (534 a.C.  circa) è stato un religioso indiano, unico figlio di Siddhārtha Gautama, successivamente conosciuto come Buddha, e di sua moglie Yashodharā.
La vita di Rāhula è narrata in vari testi canonici buddisti, tra cui il Canone pāli e il vinaya Mūlasarvāstivāda del buddismo tibetano. I testi presentano spesso delle discordanze sulla sua biografia. 
Secondo la tradizione, avrebbe seguito il padre come suo discepolo della dottrina che andava enunciando.
Il nome deriverebbe dalla prima parola pronunciata dal padre alla sua nascita: Rahu, ossia ostacolo.